# 4320 Яросевич
4320 Яросевич (4320 Jarosewich) — астероїд головного поясу, відкритий 1 березня 1981 року.
Тіссеранів параметр щодо Юпітера — 3,652.